# Dywizjon 302
302 Dywizjon Myśliwski „Poznański” (ang. No. 302 Polish Fighter Squadron) – eskadra lotnictwa myśliwskiego Polskich Sił Powietrznych w Wielkiej Brytanii.

## Historia dywizjonu
10 lipca 1940 Dowództwo Lotnictwa Myśliwskiego Królewskich Sił Powietrznych (ang. Fighter Command Royal Air Force) wydało rozkaz o sformowaniu dywizjonu:

Tajne
Dotyczy nr FC/S2 0437/AOA
Postogram
Data:10 lipca 1940 roku
Do sztabu 12 Grupy Stacje RAF: Leconfield i Duxford Nadane przez: sztab Fighter Command Organizacja dywizjonów myśliwskich polskiego i czeskiego. Otrzymano informację z Ministerstwa Lotnictwa, iż zapadła decyzja zorganizowania polskiego i czeskiego dywizjonu myśliwskiego z doświadczonego personelu, niedawno ewakuowanego z Francji. Będą to: nr 302 Polish Fighter Squadron RAF i 310 Czech Fighter Squadron RAF. Personel zostanie zaliczony do RAFVR. Dywizjony zostaną zorganizowane w oparciu o etat nr WAR/FC-158. Jakkolwiek etat ten powinien być przestrzegany, to jednak zezwala się na dublowanie niektórych stanowisk, zajmowanych przez personel brytyjski RAF. 302 Squadron będzie organizowany w Leconfild, a 310 Squadron w Duxford. Personalne rozkazy przeniesieniowe rozpoczną się 14 lipca 1940 roku. Ustalenia puli samolotów dla każdego dywizjonu: 16 sztuk Hurricane’ów Mk-I. Dodatkowo przydziela się oprócz tych samolotów po jednym Masterze i jednym Magistrze. Poleca się, aby komendanci stacji uczynili wszystko, co w ich mocy, aby polski i czeski personel poczuł się jak wśród przyjaciół i aby ich warunki bytowania były odpowiednie.
Podpisał Wing Commander W.E. Dipper Z upoważnienia wicemarszałka Lotniczego Dowódcy Administracyjnego.

Jednostka nawiązywała do tradycji poznańskiego III/3 Dywizjonu Myśliwskiego (odznaka, początkowy personel) oraz 2 Dywizjonu Myśliwskiego „Krakowsko-Poznańskiego” we Francji (1940).
Dywizjon walczył w bitwie o Anglię, ofensywie myśliwskiej nad Francją, obronie Exeter, w osłonie konwojów, operacji „Jubilee” (desant pod Dieppe), bitwie o Niemcy, operacji „Overlord”, bitwie w Normandii, w inwazji Niemiec.
Tradycje dywizjonu odziedziczył: 62 Pułk Lotnictwa Myśliwskiego (1954-1995), 17 Eskadra Lotnicza (odznaka) (1957-1999), 3 Pułk Lotnictwa Myśliwskiego „Poznań” (1995-2000) i 3 Eskadra Lotnictwa Taktycznego „Poznań” (od 2001).

## Odznaka dywizjonu
Odznaka zatwierdzona Dz. Rozk. NW nr 4, poz. 43 z 10 października 1943 roku. Na niebiesko (góra) – biało (środek) – czerwonej (dół) tarczy w kształcie rombu wizerunek kroczącego kruka z czarnymi i niebieskimi piórami. W górnym rogu numer 1/145, w dolnym 302. Łapy, dziób, cyfry i krawędzie rombu w kolorze złota. Sylwetka kruka zapożyczona z godła 132 eskadry myśliwskiej 3 Pułku Lotniczego w Poznaniu. Tło odznaki stanowią barwy francuskie. Jednoczęściowa – wykonana w srebrze. Wymiary: 26x16 mm

## Dowódcy

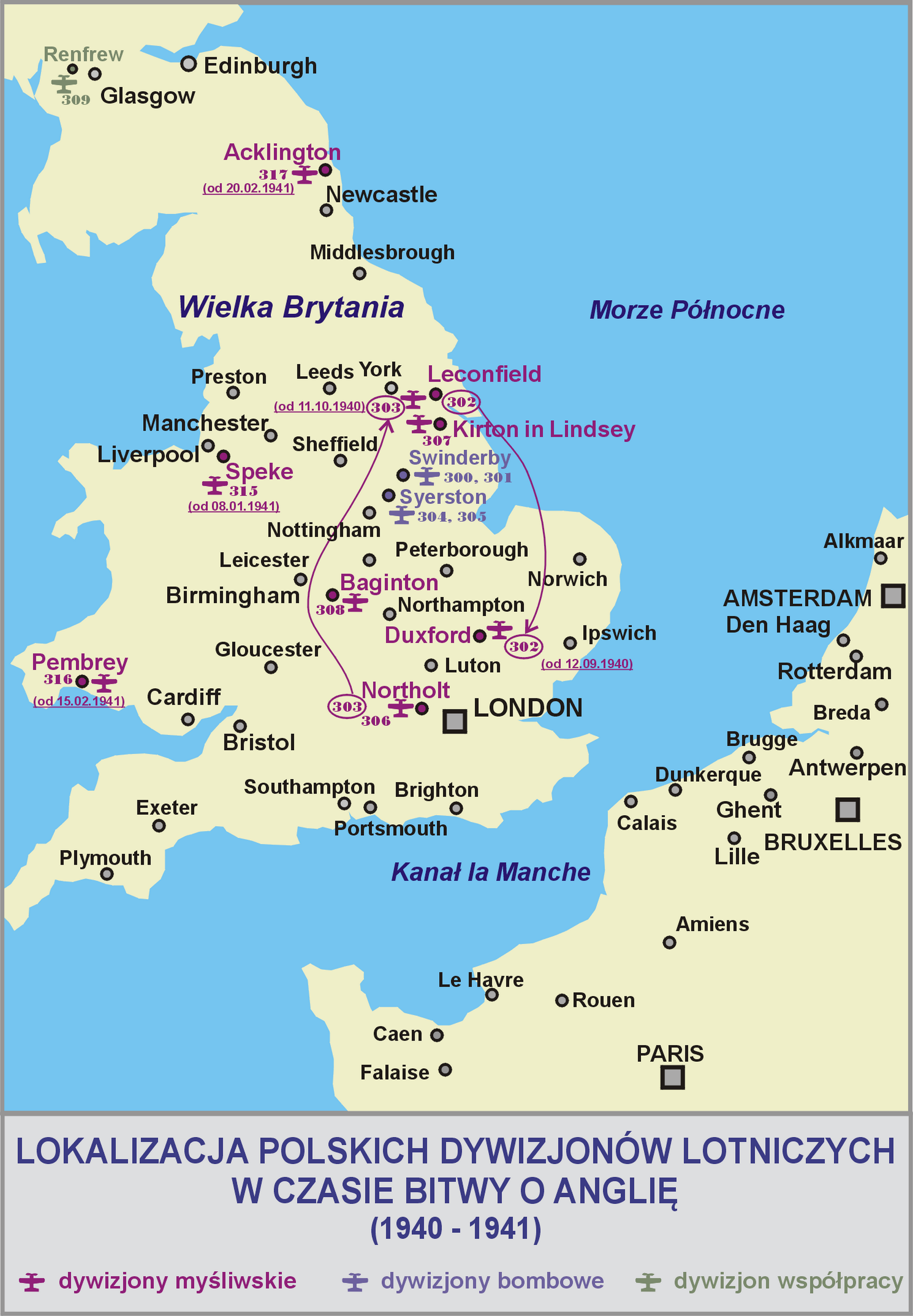

| Dowódcy dywizjonu 302 |             |                            |                      |                                                              |
| Stopień RAF           | Stopień PSP | Imię i nazwisko            | Od dnia              | Informacje                                                   |
| Dowódca brytyjski     |             |                            |                      |                                                              |
| S/Ldr                 |             | William A. J. Satchell     | 13 sierpnia 1940     |                                                              |
| Dowódcy polscy        |             |                            |                      |                                                              |
| S/Ldr                 | mjr pil.    | Mieczysław Mümler          | 13 sierpnia 1940     |                                                              |
| S/Ldr                 | kpt. pil.   | Piotr Łaguna               | 10 grudnia 1940      | od 28 maja 1941 d-ca 1 Polskiego Skrzydła Myśliwskiego       |
| F/Lt                  | kpt. pil.   | Stefan Witorzeńć           | 29 maja 1941         | S/Ldr od 15 czerwca, st.mjra od września 1941                |
| S/Ldr                 | kpt. pil.   | Julian Kowalski            | 25 listopada 1941    |                                                              |
| S/Ldr                 | kpt. pil.   | Stanisław Łapka            | 26 sierpnia 1942     |                                                              |
| S/Ldr                 | kpt. pil.   | Wieńczysław Barański       | 16 maja 1943         |                                                              |
| S/Ldr                 | kpt. pil.   | Wacław Król                | 18 października 1943 | od 1 października 1944 dowódca 61 OTU                        |
| S/Ldr                 | kpt. pil.   | Marian Duryasz             | 7 lipca 1944         |                                                              |
| S/Ldr                 | kpt. pil.   | Zygmunt Witymir Bieńkowski | 30 stycznia 1945     | 24 lutego 1945 zestrzelony nad Belgią, dostał się do niewoli |
| S/Ldr                 | kpt. pil.   | Ignacy Olszewski           | 24 lutego 1945       | 14 marca 1945 zestrzelony w Holandii, uniknął niewoli        |
| S/Ldr                 | kpt. pil.   | Bolesław Kaczmarek         | 24 marca 1945        |                                                              |
| S/Ldr                 | kpt. pil.   | Jerzy Szymankiewicz        | 1 sierpnia 1945      | pod koniec września 1946 zdecydował się wrócić do Polski     |
| W/Ldr                 | mjr pil.    | Antoni Głowacki            | 30 września 1946     | do rozformowania dywizjonu 18 grudnia 1946                   |

## Personel dywizjonu
W wykazie figurują oficerowie i podoficerowie Dywizjonu 302.

- Wieńczysław Barański
- Antoni Beda
- Zygmunt Witymir Bieńkowski
- Jan Borowski
- Stanisław Chałupa
- Tadeusz Chłopik
- Jerzy Czerniak
- Jan Czerny
- Tadeusz Czerwiński
- Marian Duryasz
- Antoni Głowacki
- Władysław Gnyś
- Bolesław Kaczmarek
- Włodzimierz Karwowski
- Stefan Kleczkowski
- Wilhelm Kosarz
- Julian Kowalski
- Wacław Król
- Mieczysław Mümler
- Piotr Łaguna
- Stanisław Łapka
- Antoni Łysek
- Jan Maliński
- Eugeniusz Nowakiewicz
- Ignacy Olszewski
- Edward Pilch
- Stanisław Pokrzywnicki
- Jerzy Szymankiewicz
- Szczepan Walkowski, kapelan[5]
- Stefan Wapniarek
- Antoni Wczelik
- Marian Wędzik
- Stefan Witorzeńć
- Stanisław Włosok-Nawarski
- Zbigniew Wróblewski
- Bronisław Wydrowski

## Lotniska dywizjonu
| Bazy lotnicze Dywizjonu 302 |                      |                                 |                      |               |
| Baza lotnicza               | Użytkowana od        |                                 | Baza lotnicza        | Użytkowana od |
| RAF Leconfield              | 13 lipca 1940        | RAF Tangmere                    | 18 września 1943     |               |
| RAF Duxford                 | 12 września 1940     | RAF Northolt                    | 21 września 1943     |               |
| RAF Leconfield              | od 29 września 1940  | RAF Fairwood Common             | 2 grudnia 1943       |               |
| RAF Northolt                | 11 października 1940 | RAF Northolt                    | 19 grudnia 1943      |               |
| RAF Westhampnett            | 23 listopada 1940    | Port lotniczy Llanbedr          | 1 marca 1944         |               |
| RAF Kenley                  | od 7 kwietnia 1941   | RAF Northolt                    | 7 marca 1944         |               |
| RAF Jurby (wyspa Man)       | od 28 maja 1941      | RAF Deanland                    | 1 kwietnia 1944      |               |
| RAF Valley                  | od 16 czerwca 1941   | RAF Southend                    | 12 kwietnia 1944     |               |
| RAF Jurby                   | od 11 lipca 1941     | RAF Deanland                    | 14 kwietnia 1944     |               |
| RAF Churchstanton           | 7 sierpnia 1941      | RAF Chailey                     | 26 kwietnia 1944     |               |
| RAF Warmwell                | 5 września 1941      | RAF Appledram                   | 28 czerwca 1944      |               |
| RAF Harrowbeer              | 5 października 1941  | RAF Ford                        | 16 sierpnia 1944     |               |
| RAF Ibsley                  | 25 października 1941 | ALG B-10 Plumetot, Francja      | 3 sierpnia 1944      |               |
| RAF Harrowbeer              | 5 listopada 1941     | RAF Fairwood Common             | 31 sierpnia 1944     |               |
| RAF Warmwell                | 26 kwietnia 1942     | ALG B-51 Lille-Vendenville, Fr. | 16 września 1944     |               |
| RAF Heston                  | 7 maja 1942          | ALG B-70 Antwerp-Deurne, Belgia | 3 października 1944  |               |
| RAF Croydon                 | 30 czerwca 1942      | ALG B-61 Denijs Westrem, Belgia | 11 października 1944 |               |
| RAF Heston                  | 7 lipca 1942         | ALG B-60 Grimbergen, Belgia     | 13 stycznia 1945     |               |
| RAF Kirton in Lindsey       | 1 lutego 1943        | ALG B-77 Gilze-Rijen, Holandia  | 8 marca 1945         |               |
| RAF Digby                   | 1 marca 1943         | ALG B-101 Nordhorn, Holandia    | 14 kwietnia 1945     |               |
| Hutton Cranswick            | 17 kwietnia 1943     | ALG B-113 Varrelbusch, Niemcy   | 30 kwietnia 1945     |               |
| RAF Heston                  | 1 czerwca 1943       | ALG B-111 Alhorn, Niemcy        | 16 września 1945     |               |
| RAF Perranporth             | 20 czerwca 1943      | RAF Hethel                      | 7 października 1946  |               |
| RAF Fairlop                 | 19 sierpnia 1943     |                                 |                      |               |

1. ↑  Advanced Landing Ground(inne języki) – wyremontowane lotniska na terenach zdobytych przez Aliantów na fronce zachodnim w czasie IIWŚ.
2. ↑  Do rozformowania dywizjonu.

## Samoloty na uzbrojeniu
| Samoloty na wyposażeniu Dywizjonu 302 |                         |
| Typ samolotu                          | Użytkowane od           |
| Hawker Hurricane I                    | od 26 lipca 1940        |
| Hurricane I                           | od stycznia 1941        |
| Hurricane IIA, Hurricane IIB          | od 15 marca 1941        |
| Hurricane I                           | od 28 maja 1941         |
| Hurricane IIA, Hurricane IIB          | od 7 sierpnia 1941      |
| Supermarine Spitfire VB               | od 30 października 1941 |
| Spitfire F IXC                        | od 20 września 1943     |
| Spitfire LF IXC, Spitfire LF IXE      | od maja 1944            |
| Spitfire LF XVI                       | od 19 stycznia 1945     |

1. ↑  Oznaczenia samolotów.
2. ↑  M.in. okres Bitwy o Anglię: P2752-R, P2954-E, P3085-A, P3086-Z, P3205-E, P3538-J, P3912-L, P3867-F, P3872-R, P3877-T, P3923-U, P3924-Y, P3930-X, P3935-D, R2684-B, R4095-M, V6569-K, V6571-Q, V6734-K, V6735-M, V6865-L, V6942-S, V7045-A, V7417-T, V7593-V.
3. ↑  Uzupełnienie: P2918-Y, P3307-A, V6744-C, V6860-B.
4. ↑  M.in.: Z2342 F, Z2350-W, Z2386-C, Z2423-V, Z2485-U, Z2667-E, Z2668-H, Z2772-B, Z2806-A.
5. ↑  M.in.: Z3095-N, Z3165-K, Z3402-Z, Z3668-W, Z3675-B, Z3982-S, Z5004-T, Z5006-P.
6. ↑  Ponownie używane przed 15 marca 1941 po remoncie.
7. ↑  Ponownie używane do 27 maja 1941 po remoncie.
8. ↑  M.in. w 1942: P8725-B, R6809, R8888-B, W3637-J, W3844-D, W3902-T, W3953-E, W3954-B, W3960-R, AA747, AA850-U, AA853-C, AA854-G, AA856-Z, AD257-D, AD297, AD428-S, AR385-J, BL235-W, BL549-E, BL635, BL925-V, EN852-M;
od początku 1943: W3702-A, W3765-F, W3970-I, AB872-K, AR432-B, BL594-G, BM651-D, EN828-E, EN865-L.
9. ↑  M.in.: BS306-I, BS336-T, BS462-E, JK979-A, EN127, EN527-C, LZ989-J, MA235-H, MA563-W, MA566-I, MA645-H, MA791-B, MA843-F, MH327-R, MH353-K, MH869-R.
10. ↑  M.in.: MH708-B, MH712-D, MH726, MH883-O, MH938-I, MJ138-C, MJ201-R, MJ458-K, MJ684-A, MJ783-F, MK200-T, MK358-C, MK370-H, MK403-Q, MK568-H, MK899-S, MK983-G, MK999-Z, ML124-E, ML136-L, ML239-K, ML273-D, ML309-F, ML358-H, NH197-E, NH206-B, NH410-X, NH463-N, PL286-Z.
11. ↑  M.in.: SM205-E, SM398-J, SM407-N, SM409-K, SM412-A, SM419-C, SM648-E, TB132-H, TB136-D, TB276-J, TB278-F, TB292-Z, TB299-S, TB345-A, TB361-X, TB365-M, TB374-O, TB395-B, TB525-E, TB742-U, TB748-W, TB751-R, TB891-Y, TB921-D, TB990-M, TD240-V, TD251-N, TD252-H, TD283-V, TD345-F, TD369-Z, TD375-M, TE206-M.

## Podsumowanie wysiłku bojowego
W okresie od 19 lipca 1940 do 8 maja 1945
|                | Operacje bojowe |       |       |       |       |       |        |
| Rok            | 1940            | 1941  | 1942  | 1943  | 1944  | 1945  | Razem  |
| samoloto-zadań | 923             | 1 759 | 1 583 | 1 836 | 3 553 | 1 342 | 10 996 |
| godzin lotów   | 1 016           | 1 905 | 2 233 | 3 118 | 6 080 | 1 958 | 16 311 |

| Straty w samolotach nieprzyjaciela w atakach powietrznych polskich pilotów | Straty w samolotach nieprzyjaciela w atakach powietrznych polskich pilotów |                           | Straty w samolotach nieprzyjaciela zadane przez pilotów brytyjskich | Straty w samolotach nieprzyjaciela zadane przez pilotów brytyjskich |
| Okres 1940-1945                                                            | Razem                                                                      | Okres 1940-1945           | Razem                                                               |                                                                     |
| zniszczone                                                                 | 44½                                                                        | zniszczone                | 1                                                                   |                                                                     |
| prawdopodobnie zniszczone                                                  | 24                                                                         | prawdopodobnie zniszczone | 1                                                                   |                                                                     |
| uszkodzone                                                                 | 16                                                                         | uszkodzone                | 1                                                                   |                                                                     |